# Igor Andronic
Igor Andronic (ur. 11 marca 1988 w Kiszyniowie) – mołdawski piłkarz, grający na pozycji obrońcy, reprezentant Mołdawii.

## Kariera piłkarska

### Kariera klubowa
W 2006 rozpoczął karierę piłkarską w klubie Zimbru Kiszyniów. We wrześniu 2009 przeszedł do ukraińskiego Zakarpattia Użhorod.

### Kariera reprezentacyjna
W 2008 zadebiutował w narodowej reprezentacji Mołdawii. Łącznie rozegrał 2 mecze. Wcześniej występował w młodzieżowej reprezentacji Mołdawii.

## Sukcesy i odznaczenia

### Sukcesy klubowe
- wicemistrz Mołdawii: 2006/2007
- zdobywca Pucharu Mołdawii: 2006/2007